# Aga Point
Aga Point är en udde i Guam (USA).   Den ligger i kommunen Inarajan, i den södra delen av Guam, 26 km söder om huvudstaden Hagåtña. Det anses vara den sydligaste punkten på ön Guam. Inom territoriet Guam finns ett mindre antal småöar längre söderut, den sydligaste är Cocos Island.